# Phlojodicarpus popovii
Phlojodicarpus popovii là một loài thực vật có hoa trong họ Hoa tán. Loài này được Sipliv. miêu tả khoa học đầu tiên.